# De Mast (Vasse)
De Mast is een bovenslag watermolen op de Vasserbeek bij Vasse (gemeente Tubbergen). De molen werd vanaf de vijftiende eeuw gebruikt als oliemolen en als korenmolen. Vanaf 1601 hoorde de molen bij het Huis te Ootmarsum. De molen werd in 1811 door Jan Mast gekocht en naar hem verwijst de naam. In 1942 kocht de gemeente Tubbergen de molen met bakhuisje, om deze te restaureren. Op de eerste verdieping bevindt zich een maalstoel met daarin een koppel 14der stenen.
De Mast is op afspraak te bezichtigen.